# František Czurda
František Jan Antonín August Czurda (20. srpna 1844 Písek — 2. prosince 1886 Cirebon, Jáva) byl český lékař, etnograf, cestovatel a spisovatel, který po několik let pracoval a působil na území tehdejší Nizozemské Východní Indii v Indonéském souostroví.

## Život

### Mládí
Narodil se v Písku v jižních Čechách. Vystudoval medicínu, chemii a filozofii na Karlo-Ferdinandově univerzitě v Praze, kde v roce 1875 získal titul PhD. Následně působil ve Všeobecné nemocnici ve Vídni u Theodora Billrotha, roku pak 1876 narukoval jako vojenský lékař k koloniální armádě Nizozemského království a odcestoval do Nizozemská východní Indie (pozdější nezávislá Indonésie).

### Nizozemská Východní Indie
Sloužil na ostrovech Jáva, Sumatra a Celebes (Sulawesi). Během svého tříletého pobytu na jižním Celebesu podnikl několik inspekčních cest do vnitrozemí, aby zkoumal šíření epidemií a infekčních nemocí. Využil tento pobyt pro systematické sbírání předmětů lidové kultury a publikoval 45 článků o svých cestách a pozorování v německy vydávaném pražském deníku Politik.
Po smrti otce roku 1882 se Czurda vrátil do Evropy, kde následně uspořádal sbírky a vydal své spisy. Největší část dovezených předmětů byla převezena do c. k. přírodovědného soudního muzea ve Vídni. Celoživotně se přátelil s mecenášem a cestovatelem Vojtou Náprstkem, v roce 1883 tak věnoval Náprstkovu muzeu 326 předmětů a 19 předmětů z Vídně, některé artefakty přijalo také Muzeum etnologie v Drážďanech. Navzdory svému onemocnění se roku 1883 vrátil na Jávu.

### Úmrtí
František Czurda zemřel v chudobě 2. prosince 1886 v pobřežním městě Cirebon na Jávě.
Rakouské Weltmuseum Wien má ve svém vlastnictví přes 800 předmětů z Czurdovy sbírky.